# Скаршевский, Войцех
Войцех Скаршевский (10 ноября 1743, Янув — 12 июня 1827, Варшава) — римско-католический епископ, государственный и церковный деятель Речи Посполитой и Царства Польского. Епископ хелмский (1790—1805) и люблинский (1805—1824), архиепископ варшавский и примас Царства Польского (1824—1827), писарь великий коронный, последний подканцлер коронный (1794—1795).

## Биография
Представитель польского шляхетского рода Скаршевских герба «Лещиц».
В 1790 году Войцех Скаршевский получил сан епископа хелмского. Он был членом конфедерации Четырёхлетнего сейма. Выступал против новой польской конституции 3 мая 1791 года и стал консуляром Тарговицкой конфедерации. В 1793 году как один из духовных сенаторов участвовал в Гродненском сейме, ставшим последнем сеймом в истории Речи Посполитой.
На Гродненском сейме он был назначен королём Станиславом Августом Понятовским членом депутации для переговоров с российским послом Яковом Сиверсом. Войцех Скаршевский был назначен Тарговицкой конфедерацией в 1793 году членом коронной Эдукационной комиссии. Также был членом гродненской конфедерации 1793 года.
22 июля 1793 года Войцех Скаршевский подписал договор об уступке Речью Посполитой земель, захваченных Россией, а 25 сентября — договор об уступке земель, захваченных Пруссией во время Второго раздела Речи Посполитой. Гродненский сейм (1793) назначил его в Эдукационную комиссию.
Во время польского восстания под руководством Тадеуша Костюшко Войцех Скаршевский был арестован и 11 февраля 1794 года приговорен военным судом к смертной казни. Избежал казни благодаря личному вмешательству папского нунция Лоренцо Литты и Тадеуша Костюшко.
В 1805 году он получил сан епископа люблинского. Позднее Войцех Скаршевский стал сенатором Царства Польского и как защитник нерасторжимости брака в 1820 году был причастен к увольнению министра народного просвещения Станислава Костки Потоцкого.
Кавалер Ордена Святого Станислава (1787) и Ордена Белого орла (1791).
В 1824 году Войцех Скаршевский получил сан архиепископа варшавского и примаса Царства Польского.
12 июня 1827 года 83-летний Войцех Скаршевский скончался в Варшаве. Его останки находятся в подвале кафедрального костёла Святого Иоанна Крестителя в Варшаве.